# Gabão nos Jogos Olímpicos de Verão de 1992
O Gabão competiu nos Jogos Olímpicos de Verão de 1992 em Barcelona, Espanha.

## Resultados por Evento

### Atletismo
100 m masculino
- Charles Tayot
  - Eliminatórias — não começou (→ não avançou)